# Telamonia formosa
Telamonia formosa es una especie de araña saltarina del género Telamonia, familia Salticidae. Fue descrita científicamente por Simon en 1902.
Habita en Indonesia (Java).